# René Wirths
René Wirths (* 1967 in Waldbröl) ist ein deutscher Maler.

## Biografie
René Wirths lebt seit 1970 in Berlin. Von 1992 bis 1998 studierte Wirths an der Hochschule der Künste (HDK) Bildende Kunst und war Meisterschüler bei Wolfgang Petrick. Ausstellungen von René Wirths waren u. a. in Berlin, Zürich, Paris, Prag, Krems und Rotterdam zu sehen. Im Zentrum seines Schaffens steht die Arbeit mit Öl auf Leinwand.

## Stil
Wirths Werke zeigen realistisch gemalte Motive, beispielsweise einen Fußball, ein Motorrad oder eine Zucchini, die vor einem neutralen weißen Hintergrund überlebensgroß abgebildet werden. Sein analytisch beobachtender Blick gilt dem Ding an sich und führt ihn darüber zur Phänomenologie des Bildes und der Malerei. Dabei lehnt er die Verwendung von Fotos oder Projektoren ab, sondern nimmt die Objekte mit zu sich ins Atelier. Die bis ins kleinste Detail gemalten Objekte entwickeln durch ihre Überlebensgröße und die isolierte Darstellung vor dem oftmals weißen Hintergrund eine eigene Scheinrealität. Auch durch die jeweilige strenge Frontal- oder Profilansicht erscheint dieser Blick emotionslos-dokumentarisch, scheinbar objektiv. Beim direkten Vergleich des realen Gegenstandes mit dem gemalten Bild offenbaren sich jedoch Differenzen. Wirths’ Bilder wechseln zwischen Objekthaftigkeit der dargestellten Dinge und Subjektivität der Wahrnehmung des Künstlers beziehungsweise des Betrachters.

## Einzelausstellung (Auswahl)
- 2019 Liquids, Galerie Haas AG, Zürich (CH)
- 2018 The Substance, Galerie Miro, Prag (CZ)
- 2017 René Wirths – Das Was Bleibt – Haus am Lützowplatz, Berlin
- 2016 Das was bleibt, Kunsthalle Bremerhaven
- 2016 Jazz, Galerie Daniel Templon, Paris (F)
- 2015 arithmos, Galerie Michael Haas, Berlin
- 2014 Aus der Welt, Kunsthalle Krems Factory, Krems (A) Aus dem Leben, Galerie Schönewald und Beuse, Düsseldorf
- 2012 analog, Galerie Haas AG, Zürich (CH)
- 2011 René Wirths, Kunsthalle Rotterdam, Rotterdam (NL)
- 2009 Zustände, Galerie Schönewald und Beuse, Düsseldorf
- 2008 Nature Morte, Galerie Templon, Paris (F)
- 2007 Dinge, Galerie Michael Haas, Berlin

## Gruppenausstellungen (Auswahl)
- 2018 club conscious, observatorium, Antwerpen (NL)
- 2018 The Human Condition, Galerie Schönewald und Beuse, Düsseldorf
- 2015 Ein Baum ist ein Baum ist ein Baum…, Beck & Eggeling International Fine Art, Düsseldorf
- 2013 Landschaft nach 2000, Kunsthalle Dominikanerkirche, Osnabrück
- 2013 Real - Real?, Galerie Haas AG, Zürich (CH)
- 2011 memories of the future - the Olbricht Collection, La maison rouge Fondation Antoine de Galbert, Paris (F)
- 2009 GALA. 5 Sammler zeigen ihre Favoriten - Beaucamp, Haas, von der Heydt, Müller, Rosenkranz, Museum der bildenden Künste, Leipzig
- 2009 Open, Zoya Museum, Modra (SK)
- 2007 jetzt!, Beck&Eggeling New Quarters, Düsseldorf
- 2005 Deep Action, Georg-Kolbe-Museum, Berlin
- 2004 Stoffwechsel, Galerie im Parlament / Preußischer Landtag, Berlin
- 2002 Hic et nunc, Villa Manin di Passariano, San Vito al Tagliamento (I)
- 2001 Figurationen, Neue Galerie / Kunsthaus Tacheles, Berlin
- 2000 Arti visive 3: l’occhio in ascolto, Sala delle grida, Biennale di Genova (I)
- 1997 Schaustelle HdK, Galerie Gießler / Nothelfer, Berlin

## Werke in öffentlichen Sammlungen
- me – Collectors Room / Olbricht Collection
- Kunstsammlung Heinrich, Maulbronn
- Musèe d'Arte moderne de la Ville de Paris (F)

## Ausstellungskataloge und Literatur
- analog, Galerie Haas, Zürich, 2012.
- arithmos, Galerie Michael Haas, Berlin 2015.
- Aus der Welt / Out of this World, Kunsthalle Krems, Krems, Austria 2014.
- Das was bleibt, Kunsthalle Bremerhaven, Haus am Lützowplatz, 2016.
- Deep Action, Kehrer Verlag, 2005.
- Kunstsammlung Jutta und Manfred Heinrich, Stiftung Museum Maulbronn 2013.
- Le musée des illusions, renaissance du livre: Les oeuvres d'art qui jouent avec nos sens, 2012.
- René Wirths, Dinge, Galerie Michael Haas, Berlin 2007, ISBN 978-3-9800605-8-5.
- René Wirths Nature Morte, Galerie Daniel Templon, Paris 2008.
- René Wirths, Zustände, Schönewald Fine Arts, Düsseldorf 2009, ISBN 978-3-00-027237-0.
- René Wirths, in: Luxe Immo, Luxury Real Estate & Contemporary Art, No. 6, Januar 2011.
- René Wirths, The Thing Itself, Hatje Cantz-Verlag, 2011, ISBN 3-7757-3223-3.